# 廸生數碼世界
廸生數碼世界（英語：Dickson Cyber Express）位於香港西九龍九龍站大堂和大堂下方的空間，佔地70,000平方呎，為科網股狂熱年代所開設的高智能零售中心，於2000年9月開業。廸生邀請鄭伊健與李彩樺擔任商場代言人。

## 簡介
地鐵九龍站建成初期上蓋只有漾日居，商場部份沒有商戶進駐，潘廸生旗下的廸生創建與地鐵達成協議，於2000年9月在地鐵九龍站開設廸生數碼世界，佔地70,000呎，為首間在地鐵站內的大型購物中心。商場耗資三億八千萬元興建，由James Law Cybertecture設計，以數碼科技及空間作為商場主題，商場分為4層及6個互動購物空間：娛樂世界，電子世界，時裝世界，兒童世界，運動世界及美容世界。每區均會透過電腦為顧客提供不同的資訊及遊戲，甚至設有互動的購物服務。例如在美容世界內，顧客可將自己的樣貌複製在電腦屏幕上，然後塗上不同牌子的化妝品，把最喜歡的妝容配襯出來才決定購買；又或者在時裝世界內亦可將商場售賣的各種時裝在電腦內互相配襯。而最有趣的是小朋友可在兒童世界的「數碼水族館」內，為自己創造一條獨一無二的「數碼魚」，甚至為牠命名成為自己的電子寵物。

## 品牌
而商場內數百個品牌，九成以上由廸生集團採購，並無租賃商戶。廸生集團與地鐵以分賬形式繳付租金，並將維持十年，當中分賬比例會作適當的調整。

## 衰落
由於遠離彌敦道繁忙地區，商場開業以來生意一直冷淡，開業半年後商場進行改革，裁減117名員工，曾計劃將商場規模縮減為3層及將部份購物空間合併，以騰出商場位置，並引入專賣形式的運作。但商場生意未見好轉，
再加上當時站附近多座屋苑尚未落成及經濟低迷令商場人流稀疏，商場最終在2004年結業。此前，部分樓面於2003年起改由明愛白英奇專業學校租用。不過，廸生數碼世界位處九龍站大堂和大堂下方的空間，而圓方則在九龍站上方，因此廸生數碼世界與圓方完全無關。

## 外部連結
- 廸生數碼世界廣告 （页面存档备份，存于）